# NNDB
Notable Names Database (NNDB) — онлайн-база даних, що містить біографічні подробиці 37000 осіб. Сайт позиціонує себе як «розвідувальний аггрегатор» (англ. intelligence aggregator).

## Опис
У кожної особи на сайті є резюме з коротким описом про його/її деталі біографії.
Запис про кожну особистість містить таку інформацію: ім'я, псевдонім(и), місце народження, місце смерті, місце поховання, релігійні переконання, стать, раса або етнічна група, сексуальна орієнтація, члени сім'ї, партнери, друзі, подруги, «романи на одну ніч» і національність. Деякі записи містять коротку біографію людини.
Дані про акторів, письменників та режисерів містять також список робіт у хронологічному порядку.